# Palazzo Spinola di San Luca-Gentile
Il palazzo Spinola di San Luca-Gentile è un edificio storico italiano, collocato in via San Luca nº 4, nel centro storico di Genova. L'edificio fu inserito nella lista dei palazzi iscritti ai Rolli di Genova.

## Storia e descrizione
Appartenente già dal XII secolo al prestigioso casato degli Spinola, l'edificio, sorto lungo l'antico carrubeus maior (attuale via San Luca), manifesta con la lunga durata di questa proprietà l'interesse della nobiltà feudale genovese per una diretta attività mercantile.
Tipico esempio di espansione ramificata, questo organismo architettonico si struttura attraverso un complesso schema aggregativo - oggi del tutto stravolto - che si compone di unità edilizie rilevanti, tra le quali si ritroverebbero con una qualche difficoltà il celebre palazzo di Gioffredo Spinola (rolli 1588 e 1599, attuale vico del Serriglio, 1) e l'antica chiesa di San Raffaele.
Abitato dalla famiglia di Giacomo Gentile (rollo 1614), a titolo forse di semplice affittuaria, l'edificio si espande ulteriormente nel 1686, dotandosi di una struttura sovrappassante che gli consente di raggiungere la Ripa e di ottenere l'affaccio sul mare.
Venduto da Gerolamo Spinola Pallavicini agli eredi dello stesso Gentile nell'Ottocento, il palazzo viene ulteriormente trasformato con la riduzione del vasto portico (secolo XIX) e l'eliminazione di alcuni accessi laterali (XX secolo).